# A. S. W. Rosenbach
Pour les articles homonymes, voir Rosenbach.
Abraham Simon Wolf Rosenbach (dit « A. S. W. Rosenbach », ou « Dr. Rosenbach »), né le 22 juillet 1876 à Philadelphie en Pennsylvanie et mort le 1er juillet 1952, est un collectionneur, érudit et marchand américain de livres rares et de manuscrits. 

## Biographie
Abraham Simon Wolf Rosenbach naît le 22 juillet 1876 à Philadelphie, en Pennsylvanie. Il est le fils de Morris Rosenbach et d'Isabella Polock. Enfant, A. S. W. Rosenbach, le plus jeune de sept enfants, passe de nombreuses heures dans la librairie de son oncle Moses Polock, un célèbre libraire d'antiquités. C'est là qu'il apprend à aimer les livres rares et les manuscrits et qu'il s'intéresse beaucoup à l'histoire et à la littérature. 
Titulaire d'un Ph. D. de l'Université de Pennsylvanie, A. S. W. Rosenbach était membre du Grolier Club (en) de New York et président du Philobiblon Club de Philadelphie. 
Ses archives personnelles sont conservées au Rosenbach Museum & Library. 